# سيلبانتشو

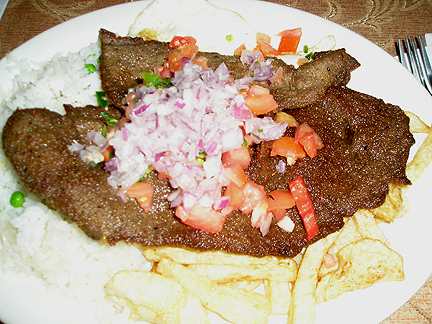
سيلبانتشو

سيلبانتشو هو أحد اطباق المطبخ البوليفي الشعبية، وتشتهر به مدينة كوتشابامبا. عند إعدادها بالشكل الصحيح يجعلها ذلك وجبة غنية بالدهون و‌الكربوهيدرات، وتتكون هذه الوجبة من طبقة أساسية من الرز الأبيض عادة، تليها طبقة من شرائح مسلوقة من البطاطا، ثم تليها طبقة رقيقة من شرائح اللحم توضع في الاعلى، تتبعها طبقة من الطماطم المقطعة (إضافة إلى البصل و‌الشمندر الأحمر و‌البقدونس) حيث تُمزج مع بعضها وتوضع في أعلى الطبق مع بيضة أو بيضتين مقليتين.
في بعض الأحيان يتم تقطيع اللحم وطبخه ووضعه فوق الرز بدلاً من ابقائه بشكل شريحة. وهناك طريقة ثانية تتضمن وضع صلصة بيكو دي غالو فوق البيض بدلاً من البقدونس والبصل والشمندر الأحمر، وكذلك توجد طريقة أخرى يتم فيها نقع اللحم باستخدام صلصة الصويا.
يمكن أن تكون سيلبانتشو بشكل ساندويتش يعرف بــ«ترانكابيتشو» والذي يتضمن جميع المكونات ماعدا الرز.

## وصلات خارجية
- "What is Silpancho?". مؤرشف من الأصل في 2016-09-14. اطلع عليه بتاريخ 2013-03-03.